# Dżafarabad (Zarrine Rud-e Szomali)
Dżafarabad – wieś w Iranie, w ostanie Azerbejdżan Zachodni, w szahrestanie Mijandoab. W 2006 roku liczyła 869 mieszkańców.